# ジョシュア・レナード
ジョシュア・レナード（Joshua Leonard,  1975年6月17日 - ）は、アメリカ合衆国の俳優。

## 来歴
1975年、テキサス州ヒューストン生まれ。母親は作家で、父親は演劇を教える教授だった。父親の仕事の関係もあり、幼い頃に舞台への出演経験もある。しかし、その後はしばらく演劇から遠ざかっており、16歳からメキシコや南アメリカの国などでボランティア活動を行ったりしていた。
アメリカへ帰国後はワシントン州にあるThe Evergreen State Collegeへ入学するも、少しして退学。退学後は写真家として活動した傍らニューヨークフィルムアカデミーで学びながら、いくつかのマガジン誌のスタッフとして参加した。
1998年に低予算のホラー映画『ブレア・ウィッチ・プロジェクト』のオーディションを受け、魔女伝説を追うドキュメンタリー映画クルーの1人の役を獲得。6万ドルという低い予算で製作されたにもかかわらず、全世界で2億ドル以上の興行収益を挙げ、その後量産されているPOV方式のホラー映画の先駆け的映画にもなった。レナード自身も同作品でデビューして以来、テレビや映画などで活躍しており、キャリアを順調に重ねている。
2015年、アリソン・ピルと結婚。

## 出演作品

### 映画
- ブレア・ウィッチ・プロジェクト The Blair Witch Project (1999)
- The Blur of Insanity (1999)
- サクリファイス Sacrifice (2000)
- In the Weeds (2000)
- ザ・ダイバー Men of Honor (2000)
- Things Behind the Sun (2001)
- Dregs of Society (2001)
- Mission (2001)
- NOROI The Cubbyhouse ～呪い～ Cubbyhouse (2001)
- デュースワイルド Deuces Wild (2002)
- ライブ・フロム・バグダッド 湾岸戦争最前線 Live from Baghdad (2002) ※テレビ映画
- Down with the Joneses (2003)
- 2デイズ Two Days (2003)
- Scorched (2003)
- Larceny (2004)
- マッド・カンニバル Madhouse (2004)
- Shooting Livien (2005)
- A Year and a Day (2005)
- シャギー・ドッグ The Shaggy Dog (2006)
- 無垢なモノ my simple things Simple Things (2007)
- ボビーZ The Death and Life of Bobby Z (2007)
- ギプスの女 Quid Pro Quo (2008)
- Mala wielka milosc (2008)
- アルマゲドン20XX 20 Years After (2008)
- プロムナイト Prom Night (2008)
- Humpday (2009)
- Dead in Love (2009)
- Bold Native (2010)
- The Freebie (2010)
- ビター・フィースト Bitter Feast (2010)
- The Lie (2011)
- ハイヤー・グラウンド Higher Ground (2011)
- シャーク・ナイト Shark Night 3D (2011)
- Treatment (2011)
- Sunset Stories (2012)
- ランナウェイ・ブルース The Motel Life (2012)
- ザ・プロデューサー The Producer (2012)
- Clutter (2013)
- スネーク&マングース Snake and Mongoose (2013)
- The Ever After (2014)
- Among Ravens (2014)
- イフ・アイ・ステイ 愛が還る場所 If I Stay (2014)
- WildLike (2014)
- 6年愛 6 Years (2015)
- アンセイン 〜狂気の真実〜 Unsane (2018)
- フォー・グッド・デイズ Four Good Days (2020)
- ブリス 〜たどり着く世界〜 Bliss (2021)

### テレビドラマ
- アウター・リミッツ The Outer Limits (2000)
- NYPDブルー NYPD Blue (2004)
- CSI:ニューヨーク CSI: NY (2004)
- CSI:マイアミ CSI: Miami (2005)
- NUMBERS 天才数学者の事件ファイル Numb3rs (2006)
- BONES Bones (2006)
- Hung (2009)
- Expecting Love (2009)
- ユナイテッド・ステイツ・オブ・タラ United States of Tara (2010)
- クリミナル・マインド FBI行動分析課 Criminal Minds (2011)
- ザ・ファインダー 千里眼を持つ男 The Finder (2012)
- TOUCH/タッチ Touch (2012)
- The Mob Doctor (2012, 2013)
- Togetherness (2014)
- True Detective (2014)
- SCORPION/スコーピオン (2014-2018)
- STARTUP/スタートアップ (2017)

### ビデオゲーム
- The Chronicles of Riddick: Escape from Butcher Bay (2004)
- Fight Club (2004)

## 参照
1. ↑  http://www.filmreference.com/film/9/Joshua-Leonard.html
2. 1 2  “Joshua Leonard Biography”. 2014年8月18日閲覧。
3. ↑  “Box Office Mojo Biography”. 2014年8月18日閲覧。
4. ↑  “「ニュースルーム」のアリソン・ピルが結婚” (2015年5月31日). 2015年6月1日閲覧。